# Ludovic al II-lea de Loon
Ludovic al II-lea (d. 1218) a fost conte de Loon de la sfârșitul secolului al XII-lea, precum și conte de Olanda prin căsătorie, între 1203 și 1207.
Ludovic a purtat război cu ducele Henric I de Brabant pentru moștenirea lui Albert al III-lea of Moha și pentru drepturile asupra orașelor Maastricht și Sint-Truiden. El emitea pretenții asupra celor doup orașe din poziția sa de regent de Duras.
Ludovic a fost căsătorit cu contesa Ada de Olanda în 1203, după ce tatăl acesteia, Dirk al VII-lea murise și Ada moștenise Comitatul Olanda. Ea s-a aflat în război pentru moștenirea asupra Olandei cu unchiul ei Willem I. În ciuda căsătoriei ei cu Ludovic (pentru o protecție suplimentară împotriva lui Willem), Ada a fost capturată în Leiden și dusă mai întâi la Texel, iar ulterior în Anglia.
Ludovic a căutat să obțină sprijinul lui Hugo de Pierrepont, episcop de Liège, pe care l-a ajutat să obțină victoria asupra ducelui de Brabant în bătălia de la Steppes din 1213.
Ludovic a murit otrăvit, în 1218.